# Жан-Мартен Шарко
Жан-Мартен Шарко (на френски: Jean-Martin Charcot) е френски невролог и професор по анатомична патология. Научната му работа повлиява много върху развиващите се полета на неврологията и психологията. Заради големия си принос в областта на неврозите е наричан „Наполеон на неврозите“.
Роден е на 29 ноември 1825 година в Париж, Франция. 
Умира на 16 август 1893 година в Морван, Ниевър, Франция на 67-годишна възраст.

## Научна дейност

### Клиника "Питие-Салпетриер"
Неговата репутация на инструктор привлича студенти от цяла Европа. През 1882 г. създава неврологична клиника в „Питие-Салпетриер“, която е първата от този вид в Европа и в която той работи и преподава в течение на около 33 години. Стажант там, през 1885 – 86 година, е Зигмунд Фройд и възгледите на Шарко силно му повлияват. Също така е учител и на Жозеф Бабински.

### Хипноза и хистерия
Най-продължителната работа на Шарко е върху хипнозата и хистерията. Той вярва, че хистерията е неврологичен проблем, причинен от наследствени проблеми в нервната система. Използва хипноза, за да предизвика състояние на хистерия у пациентите и изучава резултатите. Негова е заслугата за промяната на мнението на Френската медицинска общност за валидността на хипнозата (преди отхвърляна като месмеризъм). Шарко разработва психогенната теория за произхода на хистерията.

### „Душ“ на Шарко
За лечението на хистерията и другите психични заболявания, Шарко измисля за своите пациенти процедура за интензивен хидромасаж. Днес тя се използва не толкова в психиатричните клиники, колкото в спа-салоните.
Шарко вярвал, че водните процедури влияят благоприятно на организма. Изобретява своя знаменит душ за лечение на заболявания на централната нервна система, след като установява връзка между подобрението на състоянието на такива болни след въздействието на нервната система с вода. Забелязва, че ако тялото се третира със силна водна струя, то емоционалното състояние на пациента видимо се подобрява. Днес този душ се предписва при синдром на хроничната умора, стрес, депресия, нервни сривове – водата отпуска организма и подобрява състоянието.

### „Склеротични плаки“
През 1868 г. по време на лекции Шарко за първи път представя концепцията си за множествената склероза и т. нар. от него склеротични плаки (la sclérose en plaques). Той открива, че те се обособяват в бялото вещество на гръбначния мозък, мозъчния ствол, малкия мозък или очния нерв. Обикновено въпросните плаки са разпръснати из цялата централна нервна система, оттам и името на болестта – множествена, разсеяна, склероза. Благодарение на авторитета, с който се ползва медикът, неговите теории за страшното заболяване биват приети с безапелационно доверие и се разпространяват не само във Франция, но и в цяла Европа и отвъд Атлантическия океан.